# Mary Gartside
Mary Gartside (c. 1755
-1819) fue una acuarelista y teórica del color inglesa. Publicó tres libros entre 1805 y 1808. En términos cronológicos e intelectuales, Gartside puede considerarse un eslabón entre Moses Harris, que publicó su breve pero importante Natural System of Colours hacia 1766, y la muy influyente teoría de Johann Wolfgang von Goethe Zur Farbenlehre, publicada por primera vez en 1810. La teoría del color de Gartside se publicó en privado bajo la apariencia de un manual de acuarela tradicional. Es la primera mujer de la que se tiene constancia que haya publicado una teoría del color. 

## Trayectoria
Gartside expuso algunas de sus obras de arte, pinturas de flores en acuarela, en la Raal Academia de Arte en 1781, en el Jardín Botánico de Liverpool en 1784 y en la Associated Artists in Water-Color de Londres en 1808. Gartside murió cerca de Ludlow, el 9 de diciembre de 1819, a los sesenta y cuatro años.

## Obra

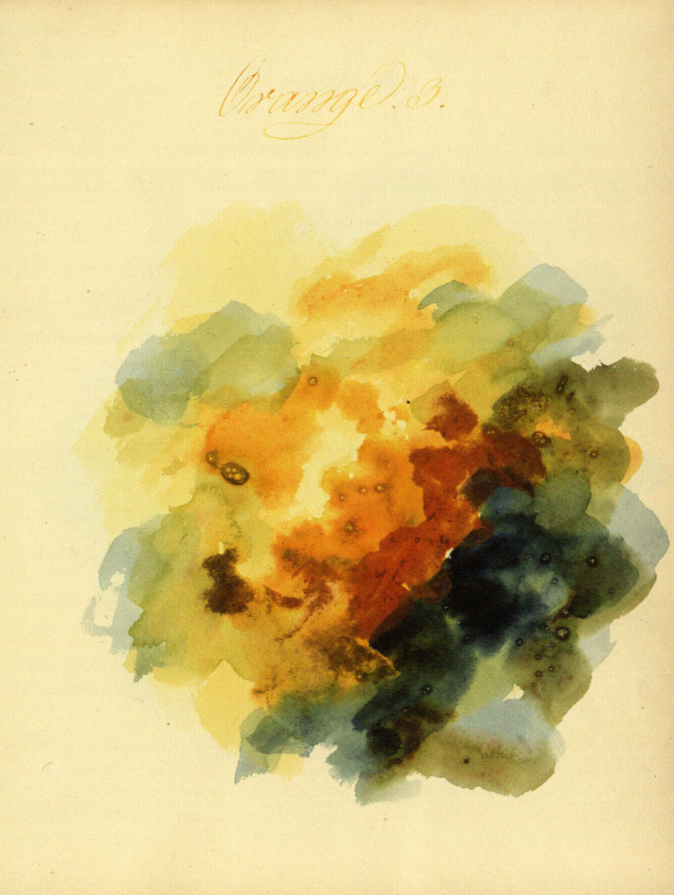
An Essay on Light and Shade, on Colours, and on Composition in General - p. 47

Entre 1805 y 1808, publicó tres libros sobre pintura en acuarela que reflejan su interés por la teoría del color y su aplicabilidad. Fueron, en orden cronológico: An Essay on Light and Shade, publicado privadamente en 1805, Ornamental Groups, Descriptive of Flowers, Birds, Shells, Fruit, Insects etc., publicado por William Miller en 1808 y la segunda edición ampliada de su primer libro con nuevo título An Essay on a New Theory of Colour, publicado por Gardiner, Miller y Arch en 1808. New Theory of Color fue concebido como el primero de una serie de tres volúmenes, pero los volúmenes 2 y 3 nunca aparecieron. El folleto de diez páginas An Essay on Light and Shadow, parece haber precedido a An Essay on Light and Shade, pero no contiene las manchas coloreadas a mano de las ediciones posteriores. Gartside también realizó dos dibujos que se publicaron en el tercer volumen del libro Illustrations of Natural History de Dru Drury.

## Revisión y comentario
Uno de los primeros especialistas en referirse a ella fue Frederic Schmid en su libro The Practice of Painting (Londres: Faber and Faber, 1948) y en un ensayo relacionado. Su obra ha sido analizada  por especialistas como Ian C. Bristow, Ann Bermingham, Martin Kemp, Jean-Jacques Rosat y Raphael Rosenberg. En 2009, Alexandra Loske presentó una ponencia sobre la vida y obra de Gartside en una conferencia de investigación celebrada en Lewes.
En 2013, se incluyó un ejemplar de An Essay on Light and Shade, on Colours, and on Composition in General en la exposición Regency Color and Beyond, 1785-1850 en el Royal Pavilion de Brighton. La conservadora Alexandra Loske ha publicado un artículo sobre este raro libro en el blog oficial del Royal Pavilion,donde pueden verse las ocho manchas de color. También se ha reproducido un conjunto completo de las manchas en el libro Colour: A Visual History de Alexandra Loske. Desde 2020, Gartside participa en un proyecto de investigación, dirigido por Alexandra Loske, en el Centre for Life History and Life Writing Research (CLHLWR) (Centro de Investigación sobre la Historia de la Vida y la Escritura de la Vida) de la Universidad de Sussex sobre las mujeres en la historia del color. En enero de 2020, Loske presentó este proyecto como trabajo de investigación en la Universidad de Edimburgo.

## Trabajos seleccionados
- An Essay on Light and Shade, on Colours, and on Composition in General (Londres, 1805)
- An Essay on a New Theory of Colours, and on Composition in General (Londres, 1808)
- Ornamental Groups, Descriptive of Flowers, Birds, Shells, Fruit, Insects, &c., and Illustrative of a New Theory of Colouring (Londres, W. Miller, 1808)